# Долгуничев, Юрий Иванович
Юрий Иванович Долгуничев (31 июля 1926 — 1 февраля 2006) — передовик советского машиностроения, токарь Ленинградского завода точных электромеханических приборов Министерства авиационной промышленности СССР, Герой Социалистического Труда (1971).

## Биография
Родился в 1926 году в городе Кемь Кемского уезда Автономной Карельской ССР в русской семье. Вместе с семьёй переехал в Ленинград, где его отец — Иван Петрович Долгуничев работал заместителем главного конструктора на Кировском заводе. С началом Великой Отечественной войны оставался в блокадном городе. До наступления зимы в 1941 году тушил зажигалки, помогал людям выживать в сложных условиях блокады. Из Ленинграда вместе с матерью был эвакуирован в Челябинск, где поступил на работу токарем цеха № 1 опытного танко-моторного завода. Окончил обучение в семи классах школы.
С августа 1944 года служил в Красной Армии. Участник Великой Отечественной войны. Службу проходил в 47-й отдельной механизированной Духовщинской бригаде в составе 1-го Прибалтийского и 2-го Белорусского фронтов. Имел звание — старший сержант. Сражался под Кёнигсбергом и получил медаль за его взятие.
Демобилизовавшись, возвратился в 1951 году в Ленинград. Стал работать на заводе № 470 Министерства авиационной промышленности СССР. За успешное выполнение плана 1959—1965 годов награждён орденом Знак Почёта. Наивысших трудовых успехов добился в годы восьмой пятилетки.
За выдающиеся заслуги в выполнении пятилетнего плана 1966—1970 годов и создание новой техники, Указом Президиума Верховного Совета СССР (закрытым) от 26 апреля 1971 года Юрию Ивановичу Долгуничеву было присвоено звание Героя Социалистического Труда с вручением ордена Ленина и золотой медали «Серп и Молот».
В дальнейшем продолжал трудовую деятельность, в 1986 году вышел на пенсию. Персональный пенсионер союзного значения.
Проживал в Санкт-Петербурге. Умер 1 февраля 2006 года.

## Награды
За трудовые и боевые успехи удостоен:
- золотая звезда «Серп и Молот» (26.04.1971),
- орден Ленина (26.04.1971),
- Орден Отечественной войны II степени (11.03.1985);
- Орден Знак Почёта (22.07.1966);
- Медаль «За взятие Кёнигсберга»
- Медаль «За трудовое отличие» (06.03.1962);
- другие медали.